# 凱薩主義

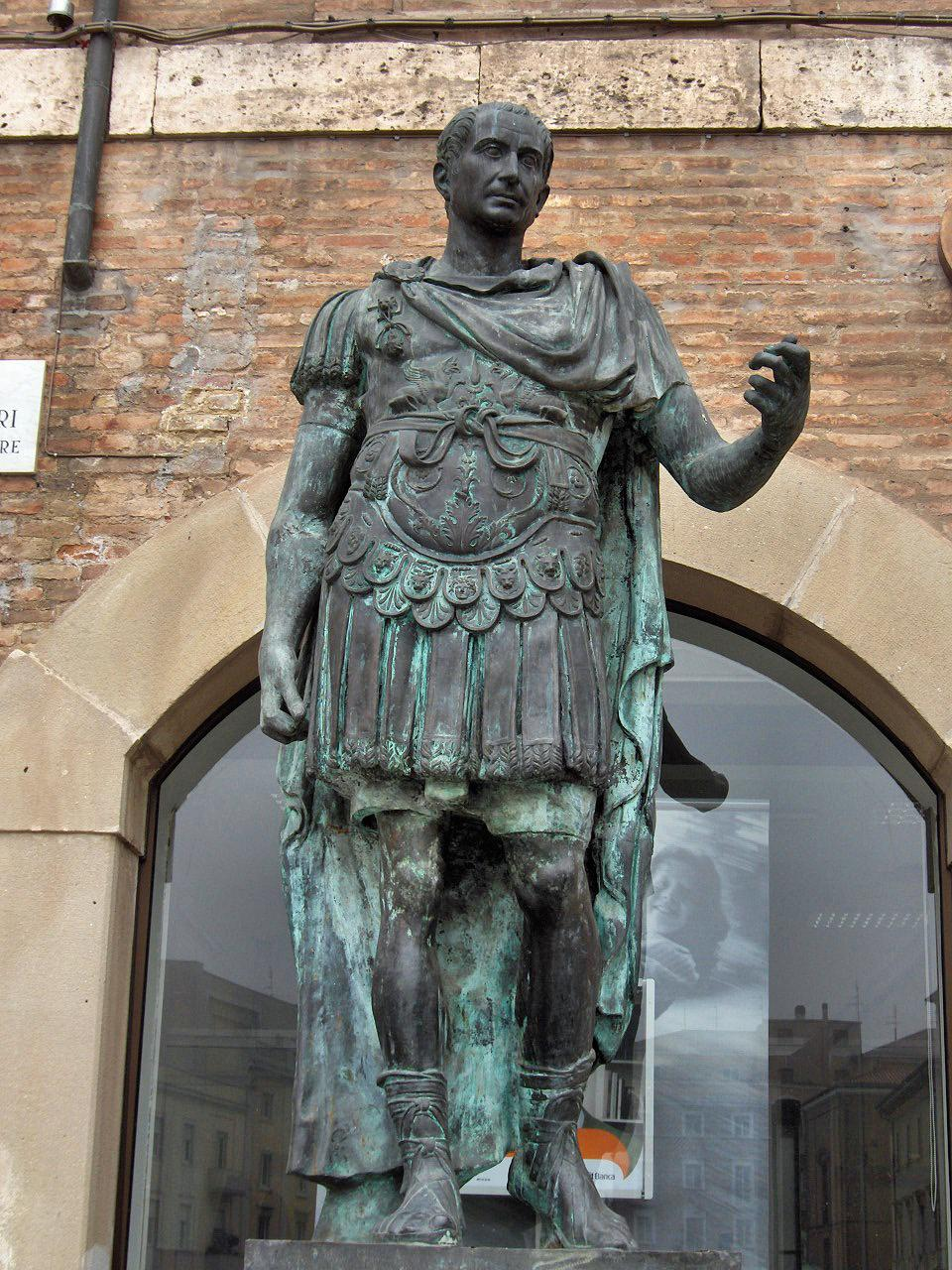
在義大利里米尼的尤里烏斯‧凯撒雕像

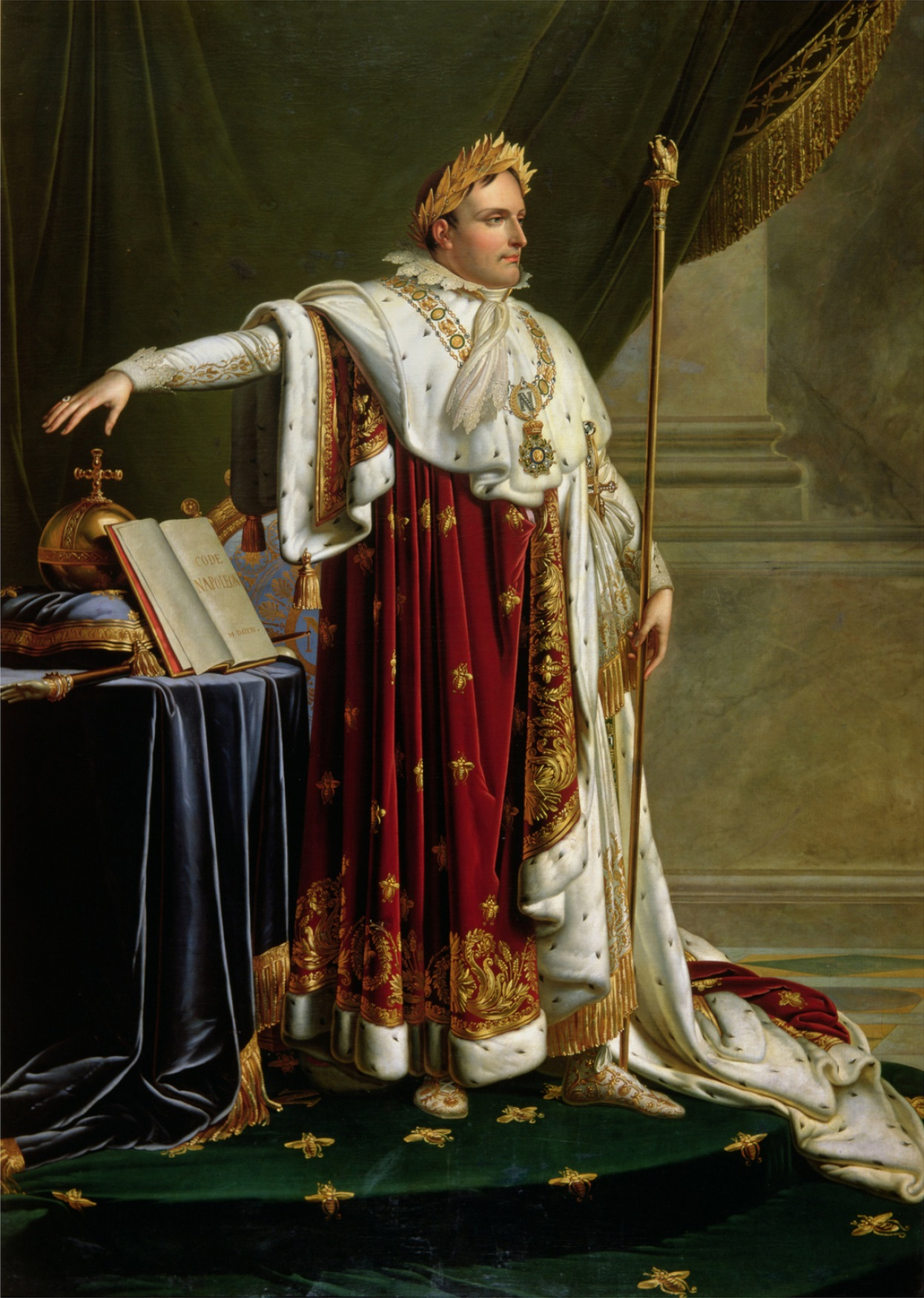
法国皇帝拿破仑一世，拿破仑崇拜凯撒大帝，效法他和古罗马。在这张照片中，拿破仑头戴一顶罗马风格的金色桂冠（那是在罗马统治者的仪式上戴的），手持一个上面有罗马雄鹰的权杖。

凱薩主義（英語：Caesarism），是描述受到凱薩啟發的政治思想，讓權力以民粹的方式集中在強大的魅力式領袖，如尤利烏斯·凱撒一般。在几个世纪以来，「凱薩主義」已經被賦予各種意義。 凱薩主義一直被支持者使用，但也被用在贬义。

## 術語的歷史
凱薩主義，第一次有记录的使用是在19世纪。1846年，德国历史学家约翰·弗里德里希·伯默尔使用这个词来描述国家控制教會的狀況。
1850年，奧古斯特·罗米厄則以不同的意義使用這個詞──博爾熱将凯撒主义定义为军阀统治。
社会学家彼得·貝爾（Peter Baehr）写道:「博爾熱的有爭議的『凱薩主義』.....已成為日常用語。」1857年，宗教作家奥雷斯蒂斯·布朗森則用凱薩主義指涉君主专制。 1858年，《西敏寺評論》（Westminster Review）則描述「凱薩主義是諸多對波拿巴王朝的形容中拙劣的颂扬。」
1878年3月，本傑明·迪斯雷利因在与俄国的战争中，动员英軍部隊，將印度军團召集至马耳他，而被指控是凱薩主義。G·K·卻斯特頓在他的著作《Heretics》中对凱薩主義作了最响亮的谴责，称之为「最恶劣的奴隶制」。
社会学家马克斯·韦伯认为，直接民主制都是朝着凱薩主義的方向发展。法学教授格哈德·卡斯珀写道：「韦伯用这个词来强调，在眾多的政治形式中，选举的直接民主是，蔑视议会，對政府內部自主權的不容忍，和不能吸引或容忍独立政治思想的失敗。」
威尼斯的劳雷亚诺·巴列尼利亚·兰斯在《民主的凱薩主義》(Cesarismo Democrático,1919)中提倡一種「民主」的凱薩主義形式。
最著名的凱薩主義代表是拿破仑‧波拿巴。他在统治法国期间，推崇并效仿凯撒。 獨裁者墨索里尼和義大利法西斯主义也是凱薩主義的支持者。